# Gene Evans
Gene Evans (* 11. Juli 1922 in Holbrook, Arizona; † 1. April 1998 in Jackson, Tennessee) war ein US-amerikanischer Schauspieler.

## Leben und Karriere
Gene Evans begann seine Schauspiellaufbahn als Jugendlicher und arbeitete unter anderem am Pasadena Playhouse, ehe der Zweite Weltkrieg seine Karriere für einige Jahre unterbrach. Als Sergeant war er an Kämpfen wie der Landung in der Normandie beteiligt und erhielt Auszeichnungen für Tapferkeit. 1947 gab Evans sein Filmdebüt in einer Banditenrolle im B-Western Under Colorado Skies an der Seite von Monte Hale. Zunächst spielte er vor allem kleine Rollen, beispielsweise in John Hustons Thriller Asphalt-Dschungel (1950) und Billy Wilders Filmdrama Reporter des Satans (1951). Im Jahr 1951 wurde er durch seine Hauptrollen in den Koreakrieg-Dramen Die Hölle von Korea und Der letzte Angriff bekannt. Insbesondere seine Darstellung eines Soldaten in der Literaturverfilmung Der letzte Angriff, in der er unter der Regie von Samuel Fuller seinen grimmigen, ernsthaften Schauspielstil zum Einsatz bringen konnte, wurde oft als herausragend bewertet.
In der Folge trat Evans in vielen Hollywood-Filmen der 1950er- und 1960er-Jahre auf. Der rothaarige Schauspieler war unverkennbar durch eine raue Stimme und ein eher ruppiges Aussehen, weshalb er oft mit der Darstellung „harter Kerle“ in Western oder Kriegsfilmen betraut wurde. Regisseur Sam Fuller, der Evans sehr schätzte, setzte ihn nach seiner Rolle in Der letzte Angriff noch mehrmals ein: In dem Drama Park Row (1952) spielte er die Hauptrolle eines Zeitungsgründers, der um seine Unabhängigkeit kämpft, und im Psychothriller Schock-Korridor (1963) den Physiker Boden. Meist wurde er nur in Nebenrollen besetzt, eine Ausnahme bildete der britische Science-Fiction-Film Das Ungeheuer von Loch Ness (1959), in welchem er sich in der Rolle eines Meeresbiologen auf die Suche nach dem Monster macht. Überwiegend spielte er zwar ernsthafte Rollen, doch konnte Evans sein komödiantisches Talent 1959 als Torpedomann Molumphry in der Filmkomödie Unternehmen Petticoat von Blake Edwards an der Seite von Cary Grant und Tony Curtis unter Beweis stellen.
Gene Evans war bereits seit Anfang der 1950er-Jahre ebenfalls als Fernsehdarsteller tätig. Zwischen 1955 und 1956 spielte er neben Anita Louise die Hauptrolle in der Westernserie My Friend Flicka, von der insgesamt 39 Folgen produziert wurden. Er übernahm Gastrollen in beliebten Serien wie Tausend Meilen Staub, Die Leute von der Shiloh Ranch, Bonanza, Mannix, Der Chef, Rauchende Colts, Hart aber herzlich, Das A-Team und Mord ist ihr Hobby. Im späteren Teil seiner Karriere spielte er überwiegend im Fernsehen, auch da die Kinoangebote seit den 1970er-Jahren nachgelassen hatten.
Gene Evans zog sich 1989 aus dem Schauspielgeschäft zurück und verkaufte wenig später sein Haus in Kalifornien. Er zog ganz zu seiner Familie nach Tennessee, wo er sich bereits Mitte der 1970er-Jahre ein weiteres Haus errichtet hatte. Der Vater von drei Kindern starb 1998 im Alter von 75 Jahren an Herzversagen.

## Filmografie (Auswahl)

### Film
- 1948: Berlin-Express (Berlin Express)
- 1948: Betrug (Larceny)
- 1949: Der Liebesprofessor (Mother Is a Freshman)
- 1949: Gewagtes Alibi (Criss Cross)
- 1949: It Happens Every Spring
- 1950: Asphalt-Dschungel (The Asphalt Jungle)
- 1950: Armored Car Robbery
- 1950: Gefährliche Mission (Wyoming Mail)
- 1951: Reporter des Satans (Ace in the Hole)
- 1951: Keinen Groschen für die Ewigkeit (Force of Arms)
- 1951: Die Hölle von Korea (The Steel Helmet)
- 1951: Der letzte Angriff (Fixed Bayonets!)
- 1951: Der Gefangene des Ku-Klux-Klan (Storm Warning)
- 1951: Ein Fremder kam nach Arizona (Sugarfoot)
- 1951: Ich war eine amerikanische Spionin (I Was an American Spy)
- 1952: Meuterei auf dem Piratenschiff (Mutiny)
- 1952: Park Row
- 1952: Feuertaufe Invasion (Thunderbirds)
- 1953: Das goldene Schwert (The Golden Blade)
- 1953: Donovans Hirn (Donovan’s Brain)
- 1954: Königin der Berge (Cattle Queen of Montana)
- 1954: Inferno (Hell and High Water)
- 1955: Straße des Terrors (Crashout)
- 1957: Ein Leben im Rausch (The Helen Morgan Story)
- 1957: Der Regimentstrottel (The Sad Sack)
- 1958: Bravados (The Bravados)
- 1959: Das Ungeheuer von Loch Ness (The Giant Behemoth)
- 1959: Unternehmen Petticoat (Operation Petticoat)
- 1959: Der Henker (The Hangman)
- 1961: Das Gold der sieben Berge (Gold of the Seven Saints)
- 1963: Schock-Korridor (Schock Corridor)
- 1965: Die Apachen (Apache Uprising)
- 1966: Nevada Smith
- 1967: Die Gewaltigen (The War Wagon)
- 1968: Schlacht um Anzio (Lo sbarco di Anzio)
- 1969: Auch ein Sheriff braucht mal Hilfe (Support Your Local Sheriff)
- 1970: Zwei dreckige Halunken (There Was a Crooked Man...)
- 1970: Abgerechnet wird zum Schluss (The Ballad of Cable Hogue)
- 1971: Latigo (Support Your Local Gunfighter)
- 1973: Der Große aus dem Dunkeln (Walking Trail)
- 1973: Pat Garrett jagt Billy the Kid (Pat Garrett & Billy the Kid)
- 1974: Kleine Teufel (Peopletoys)
- 1978: Unsere Lassie (The Magic of Lassie)
- 1981: Auf der Suche nach dem verlorenen Tal (Sourdough)
- 1989: Split

### Fernsehen
- 1955–1956: Flicka (My Friend Flicka; 39 Folgen)
- 1959–1965: Tausend Meilen Staub (Rawhide; 6 Folgen)
- 1960–1970: Bonanza (3 Folgen)
- 1962–1970: Die Leute von der Shiloh Ranch (The Virginian; 3 Folgen)
- 1963: 77 Sunset Strip (1 Folge)
- 1963–1974: Rauchende Colts (Gunsmoke; 10 Folgen)
- 1967: Tarzan (2 Folgen)
- 1967/1973: Der Chef (Ironside; 2 Folgen)
- 1971: Mannix (1 Folge)
- 1975: Petrocelli (1 Folge)
- 1976: Spencers Piloten (Spencer’s Pilots; 11 Folgen)
- 1978: Der unglaubliche Hulk (The Incredible Hulk; 1 Folge)
- 1979: Dallas (Fernsehserie, 1 Folge)
- 1979: Drei Engel für Charlie (Charlie’s Angels; 1 Folge)
- 1981: Hart aber herzlich (Hart to Hart; Fernsehserie, Folge Mörder im Sattel)
- 1982: M*A*S*H (1 Folge)
- 1983–1987: Simon & Simon (3 Folgen)
- 1984/1986: Mord ist ihr Hobby (Murder, She Wrote; 2 Folgen)
- 1985: Das A-Team (The A-Team; 1 Folge)
- 1987: Agentin mit Herz (Scarecrow and Mrs. King; 1 Folge)